# Уна (фильм, 2016)
«Уна» (англ. Una) — драматический фильм 2016 года австралийского режиссёра Бенедикта Эндрюса, основанный на пьесе «Чёрный дрозд» («Blackbird», 2005) Дэвида Харроуэра. Главные роли в нём исполнили Руни Мара и Бен Мендельсон. Мировая премьера картины прошла 2 сентября 2016 года на кинофестивале в Теллуриде. Дистрибьютором фильма в США выступила компания «Swen Releasing», в Великобритании — «Thunderbird Releasing», а в РФ — «MEGOGO Distribution». В Соединённых Штатах Америки фильм на широкие экраны кинотеатров вышел 6 октября 2017 года, прокат картины в России — с 30 марта 2017 года.
Слоган фильма: «1 женщина. 1 мужчина. 1 девочка».

## Сюжет
15 лет назад юная Уна сбежала из дома со взрослым Рэем… Спустя годы в одном из журналов Уне попадается фотография бывшего: у него новая жизнь, новая семья и новое имя. Их внезапная встреча обнажит не только погребённые навсегда воспоминания, но и вытащит на поверхность потаённые желания, которые грозят разрушить их жизни до основания.

## Актёрский состав
| В ролях           |  | Персонаж    |
| ----------------- |  | ----------- |
| Руни Мара         |  | Уна Спенсер |
| Бен Мендельсон    |  | Рэй         |
| Риз Ахмед         |  | Скотт       |
| Тобайас Мензис    |  | Марк        |
| Тара Фитцджеральд |  | Андреа      |

| В ролях           |  | Персонаж      |
| ----------------- |  | ------------- |
| Наташа Литтл      |  | Ивонн         |
| Руби Стоукс       |  | Уна в детстве |
| Поппи Корби-Туч   |  | Поппи         |
| Изобель Моллой    |  | Холли         |
| Киаран МакМенамин |  | Джон          |

## Создание
Руни Мара — исполнительница главной роли: «Я посмотрела постановку в 2007-м, с Элисон Пилл и Джеффом Дэниэлсом. В театр меня позвала мама, а я ничего не знала об этом произведении. Я не знала, чего ожидать, но была поражена. И эта история не отпускала меня на протяжении следующих лет. Конечно, я хотела попробовать тоже это сделать».
 В ноябре 2014 года было анонсировано, что Руни Мара и Бен Мендельсон снимутся в дебютном фильме австралийского театрального режиссёра Бенедикта Эндрюса по пьесе шотландского драматурга Дэвида Харроуэра «Чёрный дрозд», получившей престижную британскую театральную «Премию Лоренса Оливье» в категории «Лучшая новая драма».  Съёмки запланировали на лето 2015 года провести в Великобритании. Сценарий к фильму Бенедикта адаптировал сам автор пьесы. Продюсировать картину взялись Джин Думэниен и Патрик Дэйли. 
В мае 2015 года стало известно, что Риз Ахмед и Тара Фитцджеральд присоединились к актёрскому составу фильма.
Съёмки начались в июне 2015 года и продолжались пять недель на юге Великобритании.
В состав съёмочной группы вошли: оператор-постановщик Тимиос Бакатакис («Лобстер»), художник-постановщик Фиона Кромби («Макбет»), художник-гримёр Жан Сьюэлл («Люди Икс: Первый класс»), художник по костюмам Стивен Ноубл («Теория всего») и режиссёр монтажа Ник Фентон («Субмарина»). В октябре 2015 года появилась информация о том, что Джед Курзель напишет музыку к фильму 
Изначально фильм назывался «Чёрный дрозд», но в ноябре 2015 года название было изменено на «Уна».

## Прокат
Мировая премьера фильма состоялась 2 сентября 2016 на кинофестивале в Теллуриде, также он был представлен публике на многих других престижных кинофестивалях, в частности в Торонто, Лондоне и Риме. В России фильм вышел на большие экраны 30 марта 2017 года, с возрастным ограничением 18+, собрал 65 кинотеатрами 1 803 880 руб. и 5 984 зрителей (по состоянию на 02.07.2017).

## Критика
Фильм «Уна» получил преимущественно положительные отзывы критиков. Так, на сайте Rotten Tomatoes фильм имеет рейтинг 75 % свежести на основе 95 рецензий со средним баллом 6.8 из 10. На сайте Metacritic фильм имеет оценку 62 из 100 на основе 28 рецензий критиков, что соответствует статусу «в целом положительные отзывы». В крупнейшей базе данных фильмов IMDb «Уна» имеет средний рейтинг посетителей в 6.2 из 10 (7 372 голосов).